# بنستروف
بنستروف (به فرانسوی: Bénestroff) یک کمون در فرانسه است که در Canton of Albestroff واقع شده‌است.

## خصوصیات
بنستروف ۹٫۵۶ کیلومترمربع مساحت و ۵۱۸ نفر جمعیت دارد و ۳۲۰ متر بالاتر از سطح دریا واقع شده‌است.